# Owen Murphy
Owen Murphy, né le 9 décembre 1827 à Stoneham et mort le 4 octobre 1895 à Québec, est un homme politique québécois.

## Biographie

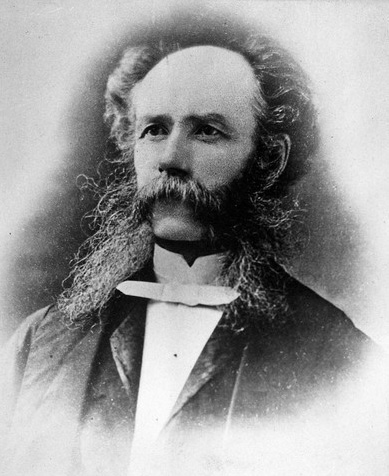
Owen Murphy

Né en 1827, il est le fils de Nicholas Murphy, cultivateur, et d'Ellen O'Brien. Il fait ses études auprès de Robert H. Scott. Il travaille chez Ross, Shuter & Co. puis chez H. J. Noad & Co., commerçants de bois d'exportation. Il exerce ensuite le métier de banquier et d'agent d'assurance. Au cours de sa carrière, il exercera les fonctions de directeur du Chemin de fer Québec Central, de président de l'Institut littéraire Saint-Patrick et de la Société Saint-Patrick. De 1880 à 1882, il est également président de la Chambre de commerce de Québec
Le 22 septembre 1871, il devient conseiller municipal du quartier Saint-Pierre. Du 4 mai 1874 au 6 mai 1878, il exerce la fonction de maire de Québec. Lors de l'élection québécoise de 1881, il se présente comme candidat libéral dans Québec-Ouest sans réussir à l'emporter. Il réussit à se faire élire à l'élection de 1886. Cependant, la Cour supérieure l'invalide le 4 mai 1889 pour manœuvre électorale frauduleuse. Malgré tout, il se représente à l'élection partielle qui s'ensuit et remporte à nouveau. Il est réélu une troisième fois lors de l'élection de 1890.
Il meurt en 1895 à Québec. Il est inhumé au cimetière de l'église St. Patrick, à Sillery.